# Liste der Naturdenkmale in Otterbach (Westpfalz)
Die Liste der Naturdenkmale in Otterbach nennt die im Gemeindegebiet von Otterbach ausgewiesenen Naturdenkmale (Stand 2. April 2013).

## Naturdenkmale
| Nr.         | Bezeichnung          | Lage                                                                   | Beschreibung                                                      | Bild                                    |
| ----------- | -------------------- | ---------------------------------------------------------------------- | ----------------------------------------------------------------- | --------------------------------------- |
| ND-7335-240 | Hartmannshübelhecken | am nördlichen Ortsrand im Kirchtal Lage                                | langgestreckte Heckenstrukturen; flächenhaftes Naturdenkmal       | Direkt Bild zu diesem Denkmal hochladen |
| ND-7335-241 | Alte Hohl            | am nördlichen Ortsrand in der Verlängerung des Reichenbacher Wegs Lage | Hohlweg mit Gehölzen; flächenhaftes Naturdenkmal                  | Direkt Bild zu diesem Denkmal hochladen |
| ND-7335-242 | Geisenberger Hohl    | östlich des Ortes am Vorderen Geisberg Lage                            | Vogelnistgehölz, Hohlweg mit Gehölzen; flächenhaftes Naturdenkmal | Direkt Bild zu diesem Denkmal hochladen |